# Mexican Hat
Mexican Hat is een plaats (census-designated place) in de Amerikaanse staat Utah, en valt bestuurlijk gezien onder San Juan County. Mexican Hat ligt aan de San Juanrivier. De plaats is genoemd naar een rotsformatie in de buurt die op een Mexicaanse hoed lijkt.

## Demografie
Bij de volkstelling in 2000 werd het aantal inwoners vastgesteld op 88. In 2010 woonden er nog 31 mensen.

## Geografie
Volgens het United States Census Bureau beslaat de plaats een oppervlakte van
22,4 km², waarvan 21,2 km² land en 1,2 km² water.

## Plaatsen in de nabije omgeving
De onderstaande figuur toont nabijgelegen plaatsen in een straal van 36 km rond Mexican Hat.

## Afbeeldingen

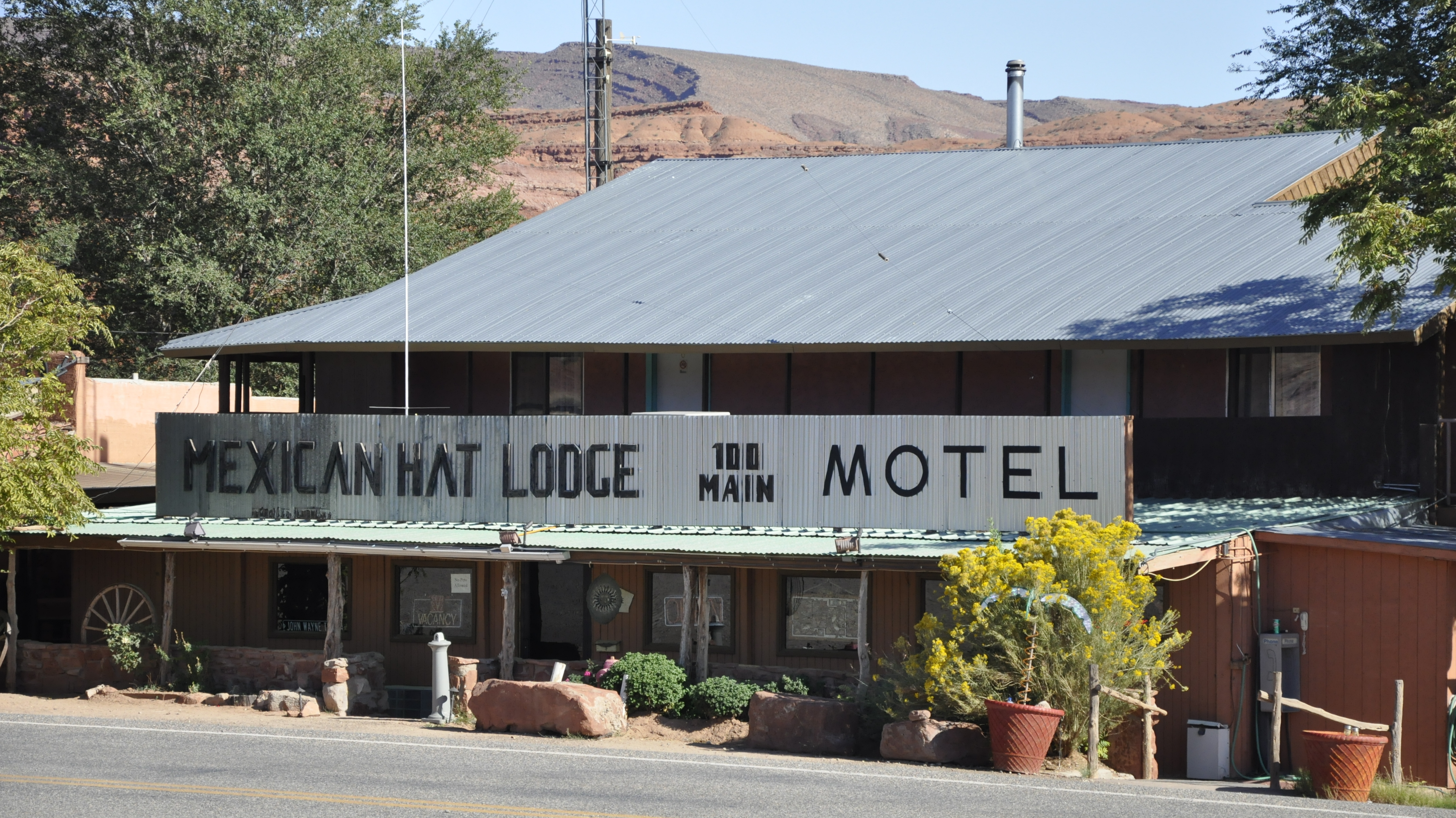
Een motel in Mexican Hat
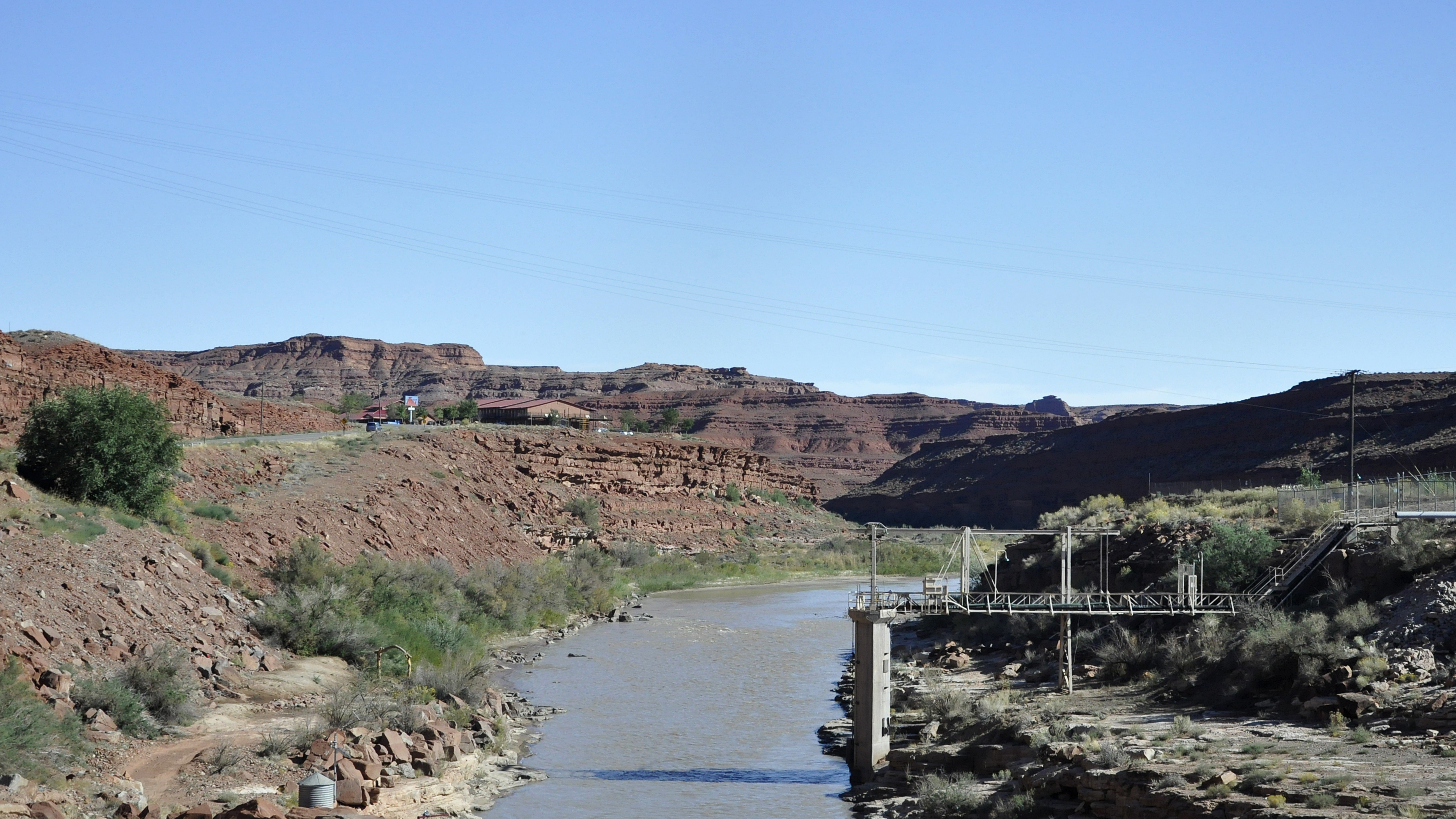
De San Juanrivier in Mexican Hat
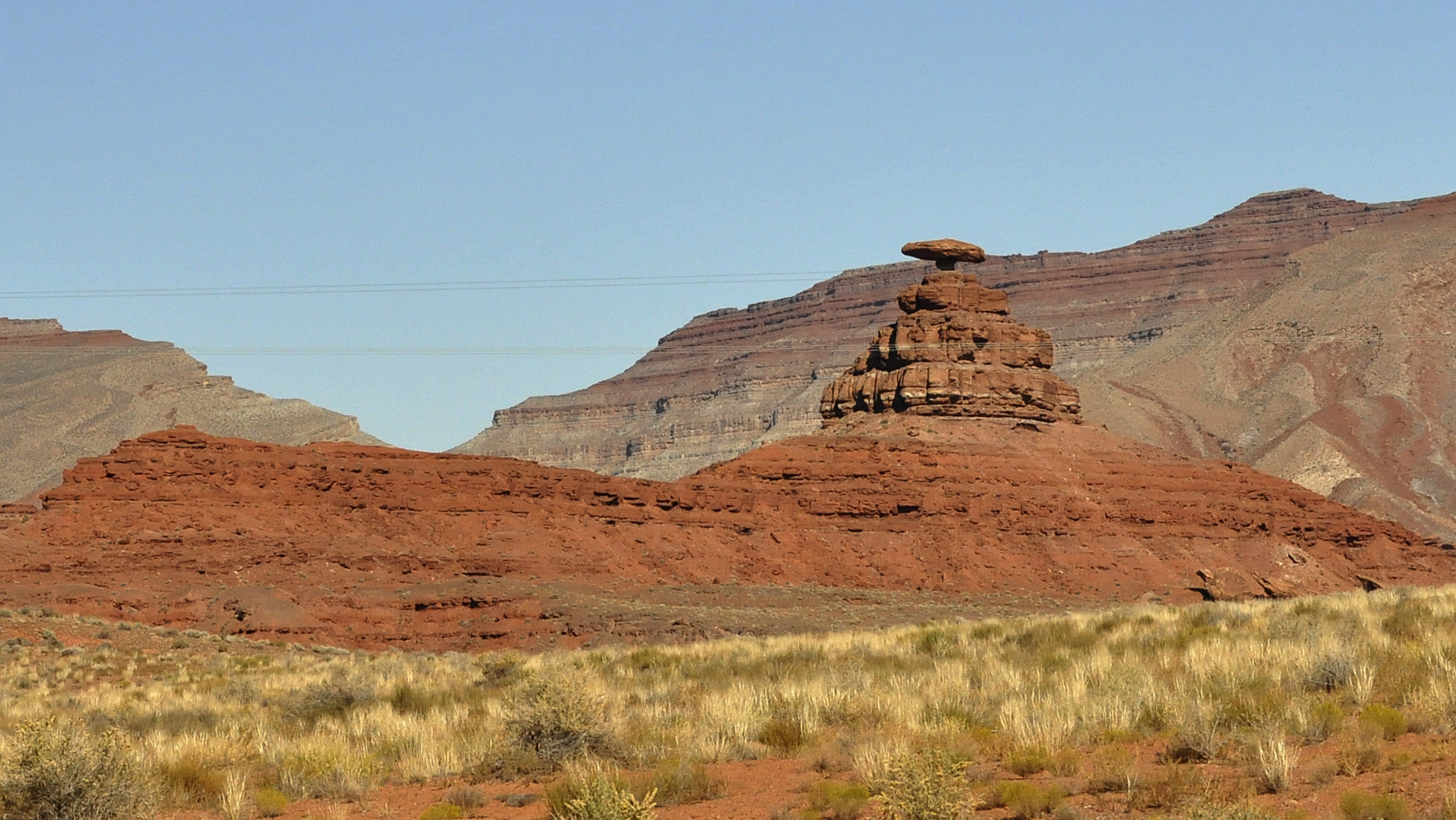
De rotsformatie in Mexican Hat die de plaats zijn naam gaf